# Richard Andersson (Bassist)

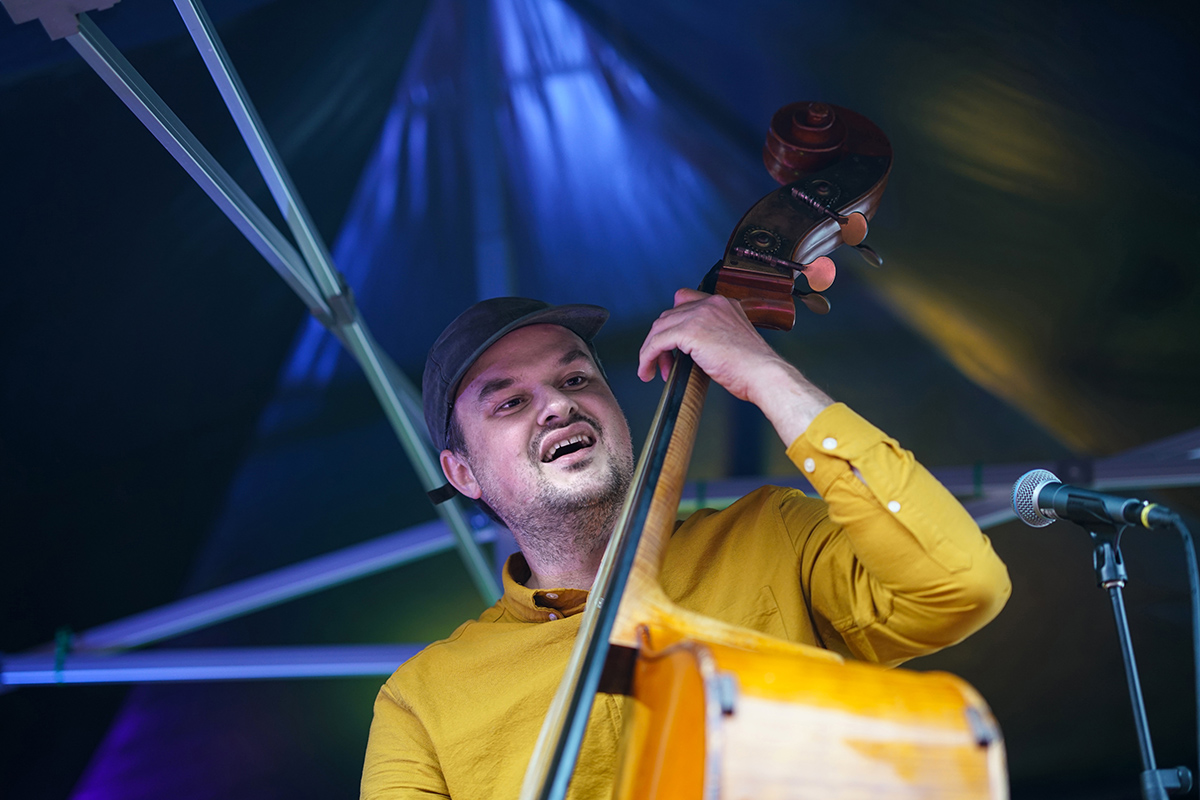
Aarhus Jazz Festival 2023
Photo Hreinn Gudlaugsson

Richard Andersson (* 4. Oktober 1982) ist ein dänischer Jazzmusiker (Kontrabass, Komposition).

## Leben und Wirken
Andersson wuchs in einer musikalischen Familie auf, zeigte aber nie großes Interesse an Musik, bis sein Leben im Alter von 14 Jahren nach einem Feuerwerksunfall, der ihn sein Augenlicht kostete, auf den Kopf gestellt wurde. Andersson erwarb den Diplomabschluss an der Carl-Nielsen-Musikakademie (2003–08). Anschließend absolvierte er ein Masterstudium an der Manhattan School of Music in New York (2008–09) und erwarb das Postgraduierten-Diploma am Rytmisk Musikkonservatorium in  Kopenhagen (2010–2014).
Seitdem arbeitete Andersson als Musiker und Bandleader mit dänischen und internationalen Musikern wie Óskar Guðjónsson, Rudi Mahall, Kasper Tranberg, George Garzone, Jerry Bergonzi, Bob Moses, Phil Markowitz, Tony Malaby, Bill McHenry und Anne Efternøler. Im Bereich des Jazz war er laut Tom Lord zwischen 2012 und 2022 an sechs Aufnahmesessions beteiligt.

## Diskographische Hinweise
- Richard Andersson: UDU (2012), mit Kasper Tranberg, Jesper Zeuthen, Peter Bruun
- Garzone / Bergonzi / Moses  Andersson: Splitting Up in Boston (2015)
- Phil Markowitz / Richard Andersson / Anders Mogensen: In Transit (2016)
- Richard Andersson NOR: NOR (2017), mit Óskar Guðjónsson, Matthias Hemstock
- Richard Andersson NOR he Six of Us (2018) dto.
- Per Møllehøj / Richard Andersson / Andreas Fryland: A Ghost Of A Chance  (2018)
- Richard Andersson & ImmerGrün: What’s New? (2019), mit Rudi Mahall, Henrik Walsdorff, Kasper Tom
- Richard Andersson Quartet: Pocket Music (2020), mit Kasper Tranberg, Ben Besiakov, Kresten Osgood
- Richard Andersson: U·Synlig (2022)
- Richard Andersson NOR feat. Hilmar Jensson: Undo (2022), mit Óskar Guðjónsson, Matthias Hemstock